# Ниггли, Симона
Симона Ниггли (англ.  Simone Niggli; девичья фамилия Лудер (Luder); 9 января 1978, Бургдорф) — швейцарская ориентировщица, семнадцатикратная чемпионка мира, самая титулованная спортсменка за всю историю спортивного ориентирования.
Симона Лудер (после замужества некоторое время выступала под двойной фамилией Ниггли-Лудер, в настоящее время выступает под фамилией мужа — Ниггли) выросла в коммуне Бургдорф швейцарского кантона Берн. В 2003 году окончила Бернский университет, где изучала биологию. В том же году она вышла замуж за швейцарского ориентировщика Маттиаса Ниггли. В настоящее время они проживают в городе Мюнзинген (рядом с Берном) и в городе Ульрисехамн (Швеция).
Она рано познакомилась со спортивным ориентированием, начав заниматься в швейцарском клубе OLV Хиндельбанк. В возрасте 10 лет Симона Лудер участвовала в своих первых соревнованиях.
Список побед Симоны Ниггли-Лудер в спортивном ориентировании впечатляет: она выиграла золотую медаль на Чемпионате мира среди юниоров, является двадцатикратной чемпионкой Швейцарии, один раз выиграла Чемпионат Финляндии и девять раз — Чемпионат Швеции, пятикратная победительница Кубка мира, выиграла пять золотых медалей на Чемпионате Европы и в общей сложности 16 золотых медалей на чемпионатах мира. В 2003 году она выиграла во всех дисциплинах на Чемпионате мира в Рапперсвиль-Йона в Швейцарии (спринт, средняя и длинная дистанции, и эстафета вместе с Леа Мюллер и Врони Кёниг-Салми). Ей удалось повторить это достижение два года спустя на Чемпионате мира в Айти, Япония.
В 2001 году она провела один год в Финляндии, выступая за финский клуб Turun Suunnistajat, и выиграла Чемпионат Финляндии. С июля 2003 года выступает за шведский клуб Ulricehamns ОК.
На Чемпионате Европы в 2006 году в Отепя, Эстония, она выиграла золото в спринте и на длинной дистанции, а также стала пятой на средней дистанции. Швейцарская команда (женщины) заняла второе место в эстафете, уступив лишь команде Финляндии. На Чемпионате мира 2007 года в Киеве, Украина, она снова завоевала золото в спринте и на средней дистанции, став третьей на длинной дистанции — следом за двумя финскими спортсменками, разделившими первое место.
В 2008 году Симона взяла тайм-аут, отказавшись от участия в соревнованиях в связи с беременностью. После рождения дочери Малин она в 2009 году вернулась в ориентирование, выиграв золотую медаль на длинной дистанции, бронзовые медали в спринте и на средней дистанции на Чемпионате мира в Мишкольце, Венгрия. Была вынуждена пропустить чемпионат мира 2011 года из-за второй беременности.
В августе 2011 года у неё родились близнецы Аня (Anja) и Ларс (Lars). Осенью того же 2011 года её личным тренером стала бывшая швейцарская ориентировщица Врони Кёниг-Салми Она спланировала длительный тренировочный план, ввела больше тренировок с монитором сердечного ритма, на начальном этапе набора формы было много занятий в бассейне (water running). По словам спортсменки, работа с Врони дала ощутимый результат и она чувствовала себя намного сильнее, чем когда-либо. Хотя общее число тренировочных часов сократилось, но качество тренировок повысилось. По словам Симоны весной в тестовых забегах она показала скорость, которую до этого не показывала никогда.
Первым крупным соревнованием для Симоны Ниггли после рождения двойни стал чемпионат Европы 2012 года в Швеции. На средней дистанции Симона Ниггли выиграла с большим запасом, на минуту и 25 секунд опередив Минну Кауппи из Финляндии, занявшую второе место. На следующий день в финале на длинной дистанции (long) Ниггли победила ещё с большим преимуществом, выиграв у Татьяны Рябкиной, занявшей второе место, ровно 4 минуты. На следующий день после длинной дистанции Симона выиграла спринт, таким образом собрав в свою копилку все золотые медали чемпионата в индивидуальных дисциплинах.
29 сентября 2013 года сообщила на своей официальной интернет-странице о завершении карьеры. Завершит свою карьеру на этапе Кубка мира в Швейцарии, где она поборется за победу в общем зачёте.